# Jordi Roig i Pi
Jordi Roig i Pi (La Palma de Cervelló, Baix Llobregat, 14 d'abril de 1957) és un escriptor i poeta català.
Ha cursat estudis de poesia a l'Escola d'Escriptura de l'Ateneu Barcelonès. Ha estat músic d'orquestra de ball durant vint-i-tres anys i col·laborador, amb un espai setmanal, a Ràdio Molins de Rei. Tot i que escriu poesia des dels setze anys, no va ser fins als 44 que els seus poemes van veure la llum. Forma part del Grup de Teatre de la Palma. És tècnic de comunicació i festes a l'Ajuntament de la Palma de Cervelló.
L'any 2011 va endinsar-se en el gènere narratiu publicant la novel·la La noia d'aire blau, (Stonberg Editorial) més tard i l'any 2014, va publicar la novel·la Un segons després de Praga (Editorial Gregal). L'any 2017 va escriure l'obra de teatre Buits, que es va representar al teatre de l'Aliança Palmarenca el novembre de 2017.
Ha estat guardonat amb diversos premis.

## Obra
Poesia
- 2001: Contraban de Silenci
- 2004: Intempèrie
- 2006: El melic de les teranyines
- 2008: Sota el perímetre del vent
- 2010: Després del tacte, Premi Manel Garcia Grau 2009[3]
- 2015: Cada dilluns que es perd
- 2017: A punt, Voliana Edicions (amb Núria Pujolàs i Lali Ribera)[4]
- 2018: Escopir al fang (Redempció)[2]
- 2022: Els dits d'una setmana

Narrativa
- 2011: La noia d'aire blau
- 2014: Un segon després de Praga[5][6]
- 2023: 414 Quatre-centes catorze (relats breus)